# 细果黄耆
细果黄耆（学名：Astragalus tyttocarpus）为豆科黄芪属的植物。分布在中亚、天山以及中国大陆的新疆等地，生长于海拔1,800米的地区，常生长在草坡，目前尚未由人工引种栽培。